# 제1철학에 관한 성찰
《제1철학에 관한 성찰》(第一哲學- 省察, 라틴어: Meditationes de prima philosophia)(이하 '성찰')은 르네 데카르트가 라틴어로 집필하여 1641년에 처음 출간된 형이상학에 관한 저서이다.

## 내용
《성찰》은 철저한 회의(懷疑)에서 시작한다. 만약 학문에서 확실한 것을 확립하려면 평생에 한번은 일체의 것을 뿌리째 뽑아버리고, 최초 토대(土臺)에서부터 다시 시작하지 않으면 안 된다. 그러기 위해서는 조금이라도 의심나는 것은 철저히 의심해야만 한다. 그런데 감각은 때로는 오류를 범하기 때문에 신뢰할 수가 없으며, 또한 평상시와 같이 자기가 지금 이곳에 있다든지, 난로 옆에 앉아 있다는 것도 꿈이 아니라는 절대적인 보장은 없기 때문에 믿지 못한다. 그러면 수학적 인식은 어떨까. 내가 눈을 뜨고 있든 잠을 자고 있든, 2에 3을 보태면 5이며, 4각형은 4개의 변(邊)밖에 가질 수 없다. 만약에 어떤 나쁜 영(靈)이 있어서 내가 2와 3을 보탤 때마다 잘못하도록 시키면 어떻게 될 것인가. 하늘도, 땅도, 색깔도, 형태도, 소리도, 기타 일체의 외적(外的) 사물은 나쁜 영이 나의 믿기 잘하는 마음을 함정에 빠뜨리기 위해서 사용하고 있는, 꿈의 계략에 지나지 않는다고 생각해 보자. 그렇게 되면 나의 외부에 있는 일체의 대상이 과연 정말로 존재하는 것일까 의심하게 된다. 외계(外界)의 일체가 꿈이나 환상에 불과한 것이 되어 허공 속으로 사라져 버린다.
그렇다면 지금 의심하고 있는 그 나의 존재를 의심할 수 있을 것인가. 의심하는, 즉 사유(思惟)하고 있는 나는 존재하지 않는다고 할 수 없다. "나는 생각한다. 고로 나는 존재한다." 이것이야말로 확실하다. 그것은 말하자면 아르키메데스의 1점(點)이다(그가 지구 전체를 한 장소에서 다른 곳으로 움직이기 위해 찾은 것은 확고부동한 1점뿐이었다. 그 부동의 1점에 이제야 도달한 것이다). 이 확실성에서 세계에 관한 모든 인식을 이끌어 낼 수 있겠다. 먼저 나는 어떠한 존재인가. 내가 지난날 그것이야말로 나의 존재라고 생각했던 육체나 감각은 꿈일지도 모르기 때문에 끊어 낼 수도 있다. 그러면 생각하는 일은 어떨까. 이것만은 나로부터 뗄 수가 없다. 꿈과 생시가 구별되지 못한다는 이유 때문에 내가 신체를 가질 수가 있더라도 그와 같은 이유로써 의심하는 사고(思考)가 작용하고 있는 나의 존재를 의심할 수는 없다. 나는 있다. 나는 존재한다. 이것은 확실한 것이다. 그러나 얼마 동안인가. 물론 내가 생각할 동안이다. 왜냐하면 내가 생각하는 일을 아주 중지해 버린다면 다음 순간에는 존재하는 것을 아주 중지해 버릴지도 모르기 때문이다(그 순간에는 에고 숨――ego sum, 나는 있다――의 확실성은 효력을 잃기 때문에, 다시 나쁜 영(靈)의 허무화의 힘이 작용하기 시작한다). 이리하여 나의 존재에서 생각한다는 작용을 떼어버릴 수 없는 나는 생각하는 존재라는 것이 되어서 정신 또는 순수지성(純粹知性)으로서의 자아(自我)의 존재가 확립되는 것이다. 이 제1원리에서 출발하여 다른 모든 인식을 이끌어 내는 것이다.
나는 의심하고 있는 것이기 때문에 불완전한 존재이다. 그 불완전한 존재에서 존재자(存在者)의 관념이 생겨날 수는 없다. 내 속에 있는 신(神)의 관념이 어디에서 온 것이냐 하면, 그것은 완전한 존재자, 즉 신 그 자체에서 온 것이라는 사실에서 신의 존재가 증명된다. 나아가서 신이 완전한 이상, 신은 성실하며, 속일 리가 없다는 데서 우리가 명석(明晳), 판명(判明)하게 인식하는 대로 물체가 존재한다는 것이 결론지어진다. 물체(신체)의 존재가 증명된 다음 정신은 사고하는 것으로만, 즉 신체가 없이도 존재할 수 있다는 점에서 심신(心身)의 실제적 구별도 확립된다. 이와 같이 하여 형이상학은 완결된다.

## 같이 보기
- 17세기 철학

## 한국어 번역
- 르네 데카르트 저, 양진호 역, 《성찰》 , 책세상, 2011년

## 추가 문헌
- Alquié, Ferdinand. La découverte métaphysique de l'homme chez Descartes (Paris: PUF, 2000).
- Beyssade, Jean-Marie. La Philosophie première de Descartes (Paris: Flammarion, 1979).
- Cottingham, John. (ed.) The Cambridge Companion to Descartes (Cambridge: Cambridge University Press, 1992).
- Dicker, Georges. Descartes: An Analytical and Historical Introduction (New York: OUP, 1993)
- Frankfurt, Harry. Demons, Dreamers and Madmen (Indianapolis: Bobbs-Merrill, 1970).
- Gilson, Étienne. Études sur le rôle de la pensée médiévale dans la formation du système cartésien (Paris: Vrin, 1930).
- Gueroult, Martial. Descartes selon L'Ordre des Raisons (Paris: Aubier, 1968). Translated by Roger Ariew as Descartes' Philosophy Interpreted According to the Order of Reasons (Minneapolis: University of Minnesota Press, 1984).
- Hatfield, Gary. Routledge Philosophy Guidebook to Descartes and the Meditations (London: Routledge, 2003).
- Kenny, Anthony. Descartes: A Study of His Philosophy (Bristol: Thoemmes Press, 1968).
- Rorty, Amelie. (ed.) Essays on Descartes' Meditations (Berkeley: University of California Press, 1986).
- Williams, Bernard. Descartes: The Project of Pure Enquiry (London: Penguin Books, 1978).
- Wilson, Margaret. Descartes (London: Routledge & Kegan Paul, 1978).